# 弗朗茨-约瑟夫·米勒·冯·赖兴施泰因

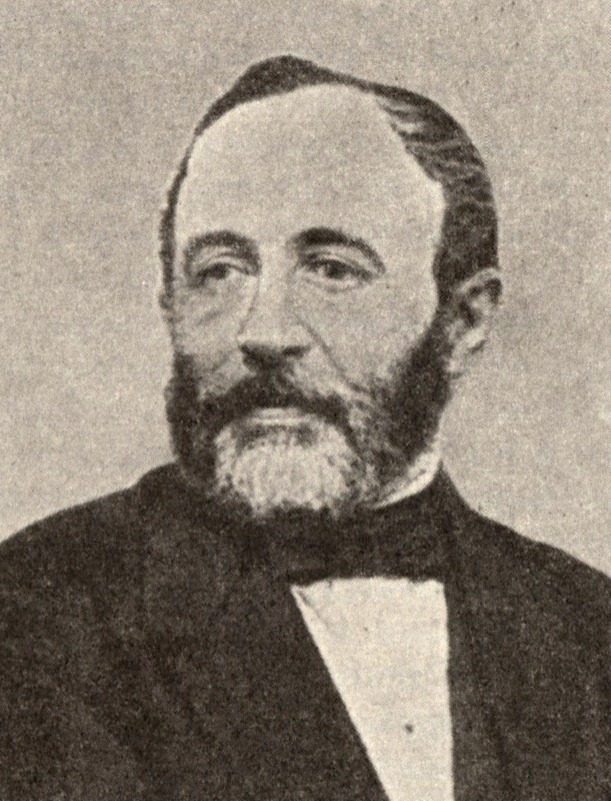

弗朗茨-约瑟夫·米勒·冯·赖兴施泰因（Franz-Joseph Müller Freiherr von Reichenstein，1740年7月1日或1742年10月4日—1825年10月12日1826年），奥地利矿物学家，矿业工程师。1782年，赖兴施泰因发现了元素碲。

## 生平
赖兴施泰因生于哈布斯堡君主国波伊斯多夫，出生年份有1740年与1742年两种说法，出生地也有争议。